# 구마가에 이치야
구마가에 이치야(일본어: 熊谷 一弥, 1890년 9월 10일 ~ 1968년 8월 16일)는 일본의 테니스 선수로 조국의 첫 올림픽 메달리스트였다.

## 인물
후쿠오카현 오무타시에서 태어나 게이오 대학에서 수학하였다. 1913년 게이오 대학 테니스 클럽의 다른 회원들과 더불어 그는 국제적으로 인기있던 론 테니스의 호의에 소프트 테니스의 위탁을 위하여 밀어나갔다. 구마가에는 그해 마닐라에서 열린 극동 경기 대회에 보내져 일본 테니스 선수를 위한 첫 해외 출연의 특색을 지었다. 그는 단식 준결승전과 복식 결승전에 도달하였고, 그의 형성은 미국의 챔피언 빌 존스턴에 의하여 영향을 받았다.
구마가에는 1915년 상하이에서 열린 극동 경기 대회에 나가 단식과 복식 양종목을 이겼다. 1916년 미카미 하치시로와 미국으로 건너가 US 오픈에 나가며 그랜드 슬램 토너먼트들의 하나에서 일본의 첫 참가에 특색을 지었다. 자신이 60개의 토너먼트에 나가는 동안 구마가에는 미국에서 총 3개월을 보냈다. 그는 뉴포트 카지노 초청 경기에서 1915년 US 오픈 챔피언 빌 존스턴을 꺾고 단식 타이틀을 우승하였다.
귀국 후, 구마가에는 게이오 대학을 졸업하고 미쓰비시도쿄UFJ은행을 위하여 일하러 가서 은행의 뉴욕 지사로 보내졌다. 그는 지속적으로 테니스 활약을 하고, 1918년 US 오픈에서 준결승전에 도달하였으나 3연속 세트에서 지방의 호의적이자 7회의 우승 선수 빌 틸던에게 패하였다. 1919년 구마가에는 뉴욕 주립 선수권과 버펄로에서 열린 오대호 선수권을 우승하고, 후기의 결승전에서 빌 틸던을 꺾었다.
구마가에는 1920년 안트베르펀 올림픽에서 2개의 은메달을 획득한 것으로 가장 잘 알려졌다. 남자 단식 경기에서 구마가에는 결승전에서 남아프리카 연방의 루이스 레이먼드에게 7-5, 4-6, 5-7, 4-6으로 패하였다. 복식 경기에서 가시오 세이이치로와 짝을 이룬 그는 금메달 매치에서 영국의 오스월드 턴불과 맥스 우스넘에게 2-6, 7-5, 5-7, 5-7로 패하였다.
구마가에는 1921년 준우승을 포함한 일본의 첫 데이비스 컵 주장이었다.
1922년 그는 대이비스 컵 자격 선발 경기로부터 물러나고, 1924년 테니스에 관하여 저서하였다. 그는 훗날 고준 황후인 나가코 공주에게 테니스 강사를 지내기도 하였다.
제2차 세계 대전에 이어 구마가에는 1951년 켄터키주 루이빌에서 열린 토너먼트를 위한 일본 국가대표 팀의 코치를 맡는 데 의문되었다. 1953년 그는 테니스에 기술적 입문서를 썼다.
1968년 8월 16일 고향에서 77세의 나이로 사망하였다.